# 波希多尼环形山
波希多尼环形山（Posidonius）是月球正面位于金牛山脉下澄海东南边沿的一座古老撞击坑，约形成于38-32亿年前的晚雨海世，其名称取自古希腊斯多葛哲学家、史学家、地理学家暨天文学家波希多尼(公元前135年-公元前51年)，1935年被国际天文学联合会批准接受。

## 描述

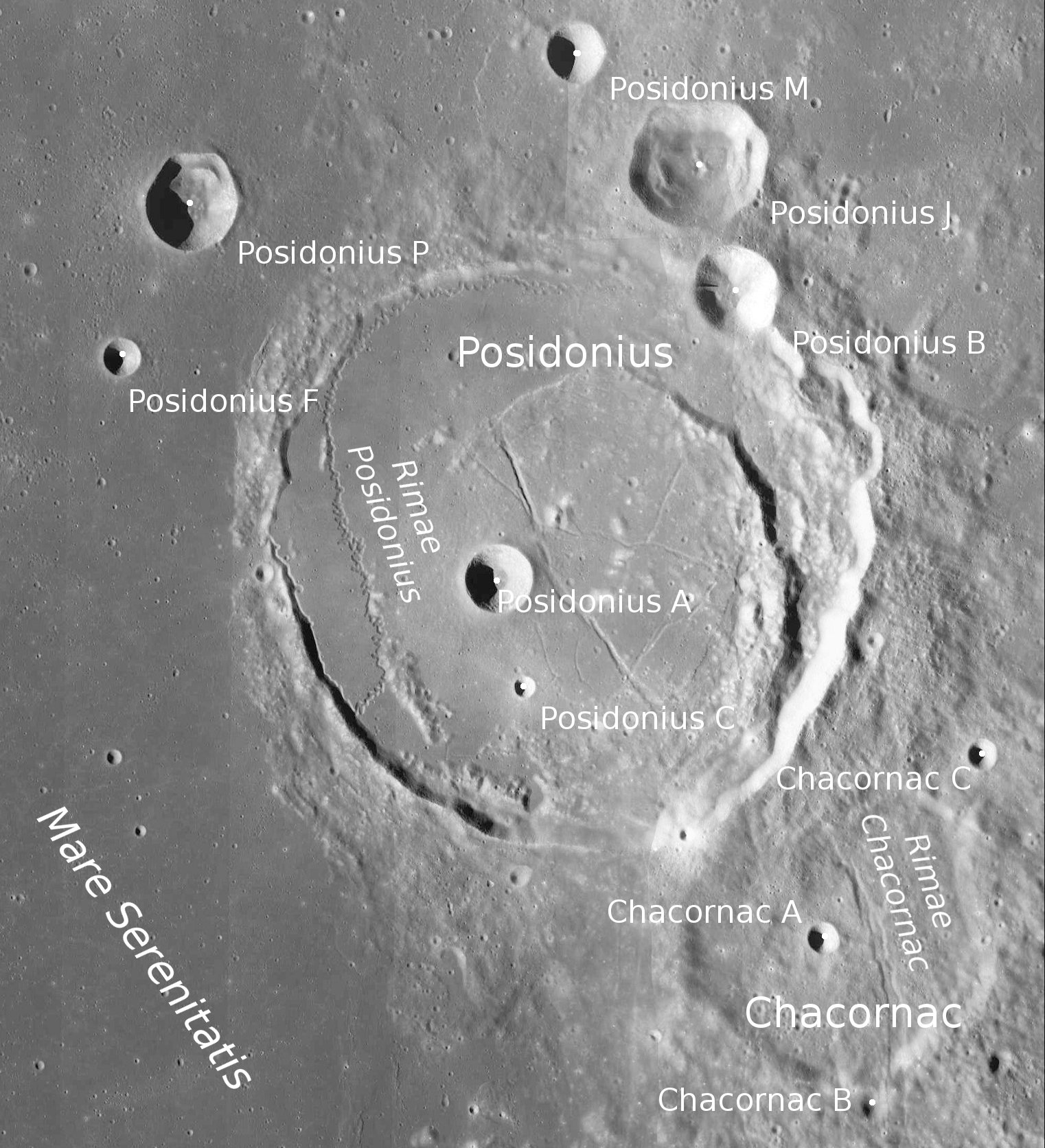
波希多尼环形山与沙科纳克环形山(右下方)，月球勘测轨道飞行器拍摄。

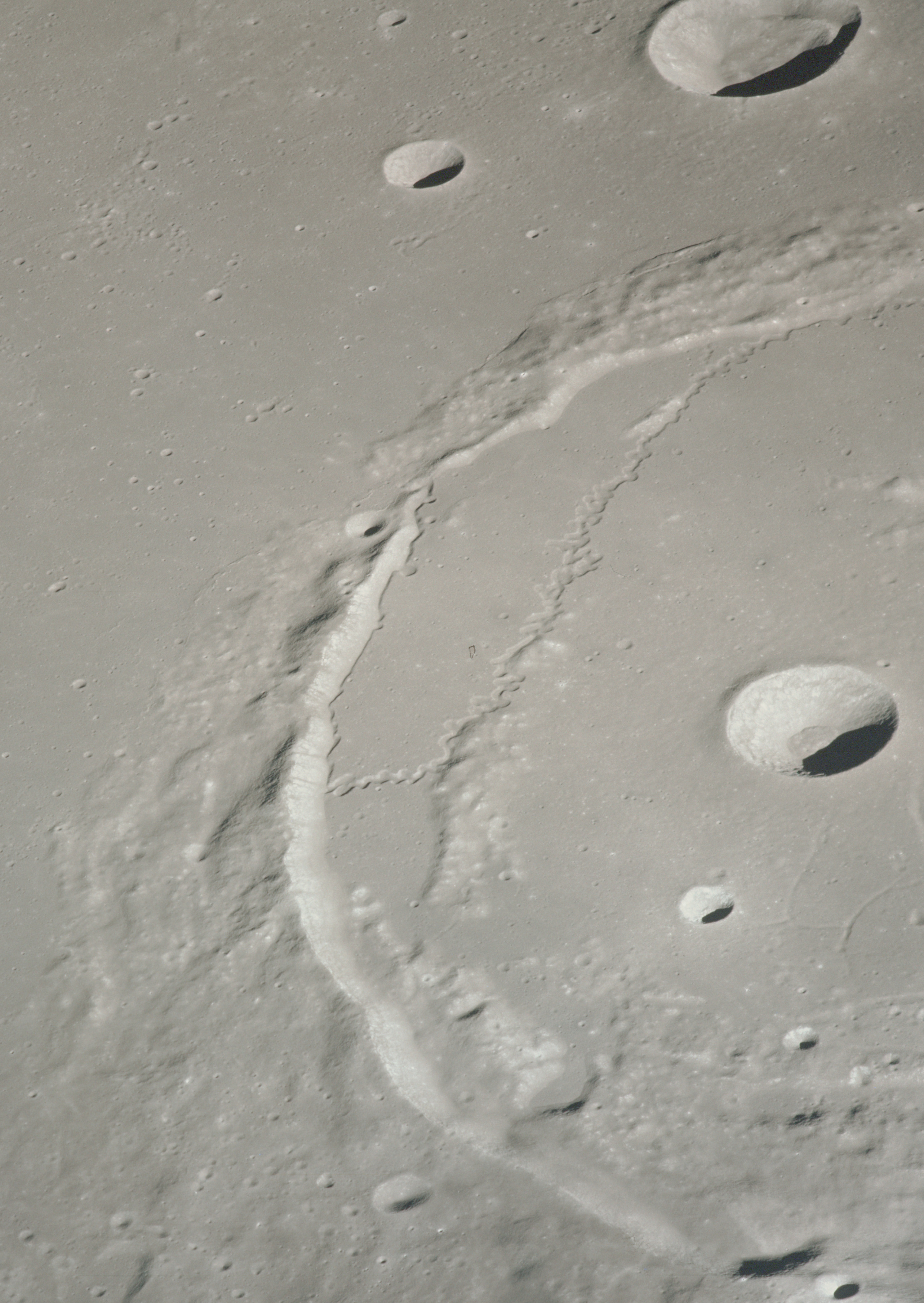
阿波罗15号拍摄的斜视图，一条蜿蜒盘曲的月溪穿过隆起的地表，沿内壁折回到西侧较低处。

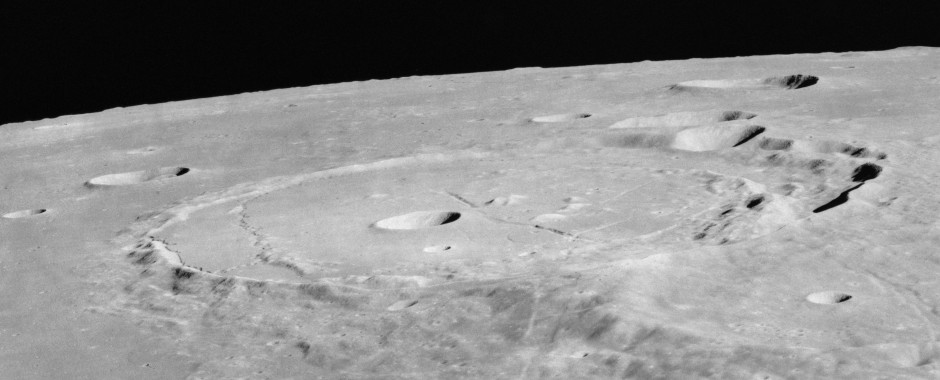
阿波罗15号拍摄的斜视图，请注意熔岩已淹没至坑壁边缘并清晰地显示了西面的(左)月海平原。

波希多尼环形山是月球正面最大的陨石坑之一，东南与沙科纳克环形山相接壤，北面毗邻丹尼尔陨石坑及梦湖、而它的西侧则绵延着斯米尔诺夫山脊。该陨坑中心月面坐标为31°53′N 29°59′E / 31.88°N 29.99°E。直径95.06公里，深约2.83公里，内部容积约8826公里3。
波希多尼环形山环绕着一圈薄浅、模糊的坑壁，尤其是西侧段。其最高壁峰与坑底落差近2000米，而坑底较周边地形约低650米。它的北侧坑壁已严重损毁，坑内已被紧随撞击之后喷发的玄武岩熔岩填塞。随熔岩的升高，坑底表面略为隆起，并形成了一些山丘、皱脊和复杂的月溪。由于坑底被熔岩淹没，因此，坑内没有中央峰，从照片中可看到中心处呈半圆形地分布着一些由斜长岩构成的高约300-800米不等的小山丘，可能为露出在熔岩之上的中央峰残迹。在这些山丘的西南面坐落了直径11公里的醒目卫星坑-"波希多尼 A"，它的坑底偏东，可识辨出一座直径更小的撞击坑；而另一座直径14公里的"波希多尼 B"则横跨在它的东北壁上。
位于澄海附近的波希多尼环形山实质上是一道非常突出，与澄海边沿平行的皱岭，被称为斯米尔诺夫山脊，山脊主峰坐落了一座直径2公里的小陨坑，该陨坑被一片高反照率地层所包围，成为月球上的一个辉点样本，该山峰从前曾被定名为波希多尼伽玛（γ）。
"波希多尼伽玛"（Posidonius Gamma）最早是在1857年由德国天文学家兼月球制图师约翰·弗里德里希·朱利叶斯·施密特观察到，他也曾注意到了环林奈陨石坑周边所发出的类似亮斑。

## 月溪
波希多尼环形山坑内分布着一组以其名字命名的沟系—"波希多尼月溪"。在照片中可看到其中一条蜿蜒在它的坑底，沿西侧和北侧内壁伸展，绵延近130公里。普遍认为该沟系形成于湍流的高温低粘度熔岩，是倾泄湍淌的熔岩流对更早期熔岩堆积层的侵蚀所致。

## 卫星环形山
按惯例，将在月球图上靠近波希多尼环形山的小陨石坑中心点旁放置字母来对它们进行标记。
| 波希多尼 | 纬度    | 经度    | 直径    |
| -------- | ------- | ------- | ------- |
| A        | 31.7° N | 29.5° E | 11 公里 |
| B        | 33.1° N | 30.9° E | 14 公里 |
| C        | 31.1° N | 29.6° E | 2 公里  |
| E        | 30.5° N | 19.7° E | 3 公里  |
| F        | 32.8° N | 27.1° E | 6 公里  |
| G        | 34.8° N | 27.2° E | 5 公里  |
| J        | 33.8° N | 30.7° E | 22 公里 |
| M        | 34.3° N | 30.0° E | 10 公里 |
| N        | 29.7° N | 21.0° E | 6 公里  |
| P        | 33.6° N | 27.5° E | 15 公里 |
| W        | 31.6° N | 20.1° E | 3 公里  |
| Y        | 30.0° N | 24.9° E | 2 公里  |
| Z        | 30.7° N | 22.9° E | 6 公里  |

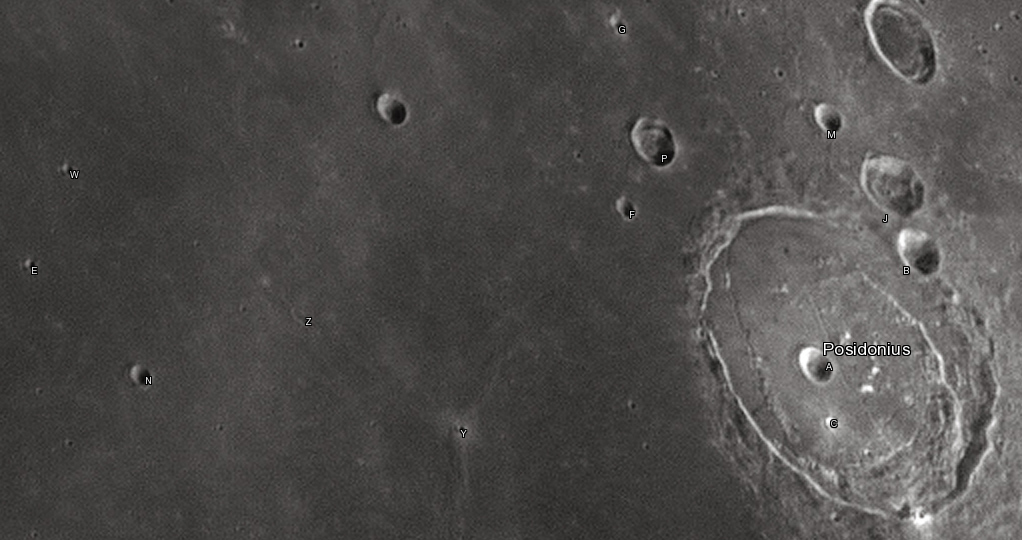
卫星坑图.

- 卫星坑"波希多尼 B"已被月球和行星观测协会(ALPO)列入《带有明亮射纹系统的撞击坑列表》)[5]。

## 另请参阅
- 安德森, L. E.; 惠特克, E. A. . NASA RP-1097. 1982.
- 布鲁, 珍妮弗. . USGS. 2007年7月25日  [2007-08-05]. （原始内容存档于2013-02-13）.
- 伯西, B.; 斯普蒂斯, P. . 纽约: 剑桥大学出版社. 2004. ISBN 978-0-521-81528-4.
- 库克斯, 以利亚 E.; 库克斯, 约西亚 C. . 都铎出版社. 1995年. ISBN 978-0-936389-27-1.
- 麦克道尔, 乔纳森. . 乔纳森的太空报告. 2007年7月15日  [2007-10-24]. （原始内容存档于2012-05-26）.
- 门泽尔, D. H.; 米纳尔, M.; 莱文, B.; 多尔菲斯, A.; 贝尔, B. . Space Science Reviews. 1971, 12 (2): 136–186. Bibcode:1971SSRv...12..136M. doi:10.1007/BF00171763.
- 穆尔, 帕特里克. . 斯特林出版公司. 2001. ISBN 978-0-304-35469-6.
- 普利斯, 弗雷德 W. . 剑桥大学出版社. 1988年. ISBN 978-0-521-33500-3.
- Rükl, Antonín. . Kalmbach Books. 1990. ISBN 978-0-913135-17-4.
- Webb, Rev. T. W.  6th revised. Dover. 1962. ISBN 978-0-486-20917-3.
- Whitaker, Ewen A. . Cambridge University Press. 1999. ISBN 978-0-521-62248-6.
- Wlasuk, Peter T. . Springer. 2000. ISBN 978-1-85233-193-1.